# (264131) Bornim
(264131) Bornim, provisorische Bezeichnung 2009 UQ4, ist ein Asteroid und Kleinplanet des inneren Asteroiden-Hauptgürtels, der am 19. Oktober 2009 vom deutschen Amateurastronom Bernd Thinius am Inastars Observatorium Potsdam (IOP, B15) entdeckt wurde.

## Name
(264131) Bornim erhielt nach seiner Entdeckung zunächst die provisorische Bezeichnung 2009 UQ4. Am 18. Februar 2011 wurde er nach Bornim benannt. Bornim ist der Stadtteil der brandenburgischen Hauptstadt Potsdam, wo sich das Inastars Observatorium befindet.

## Umlaufbahn
(264131) Bornim umkreist die Sonne in einer Entfernung von 1,927 bis 2,78 AE alle 3,61 Jahre einmal. Seine Umlaufbahn hat eine Exzentrizität von 0,1817 bezogen auf die Große Halbachse von 2,355 AE und eine Bahnneigung von 6,24 Grad bezogen auf die Ekliptik.

## Familie
Nach der Definition von minorplanet.info gehört der Asteroid zur Asteroidenfamilie 9104: MB-inner*.

## Durchmesser und Albedo
(264131) Bornim hat einen mittleren Durchmesser von 1,14 Kilometer und eine Albedo von 0,20.

## Beobachtungen
(264131) Bornim wurde bereits vor seiner Entdeckung seit 1998 vom Lincoln Laboratory, vom Apache-Point-Observatorium im Rahmen des Sloan Digital Sky Survey und vom Steward Observatory, Kitt-Peak-Nationalobservatorium beobachtet. Seit seiner Entdeckung gab und gibt es weitere Beobachtungen durch die genannten Observatorien und durch das Tzec Maun Observatory in Mayhill (New Mexico), das Mount-Lemmon-Observatorium, das Pan-STARRS 1 und 2 auf dem Haleakalā, das Space Surveillance Telescope, die Sternwarte am purpurnen Berg, das Southern Observatory for Near Earth Asteroids Research, das ATLAS-HKO, Haleakala und das ATLAS-MLO, Mauna Loa, den Catalina Sky Survey, das Palomar-Observatorium und das Piszkéstető-Observatorium.